# 서지수 (1714년)
서지수(徐志修, 1714년 ~ 1768년)는 조선 후기의 문신으로 영조 때 영의정을 지냈으며, 김상로, 홍봉한, 김치인, 김상복, 이천보와 가까웠다. 자는 일지(一之), 호는 송옹(松翁) 또는 졸옹(拙翁), 시호는 문청(文淸). 좌의정 서명균의 아들이며, 본관은 대구이다.

## 생애
영조 때 문과에 급제해서 정언, 교리, 수찬에 이어 교리, 장령, 부응교, 부교리를 하고 교리, 시독관, 수찬, 부교리, 겸보덕에 이어 교리, 부교리를 하고 안핵사로 탐관오리를 적발하고, 겸보덕, 겸사서에 이어 복도어사로 있다가 부수찬, 겸보덕, 교리로 있다가 수원시재어사에 이어 대사간, 승지, 이조참의에 이어 대사성, 승지, 부제학을 거쳐 동지경연사와 함경도관찰사, 부제학, 대사헌, 이조참판을 거쳐 좌유선과 대사성을 역임했다.
이조판서, 대사헌, 호조판서와 지경연사, 이조판서, 동지경연사, 홍문관제학, 좌빈객, 지돈녕부사, 예문관제학, 지중추부사에 이어 지경연사와 이조판서, 예조판서를 하고 우의정을 거쳐 판부사로 물러났다가 영의정이 되었고, 도제조를 겸임하기도 했다.